# Antonio Chicharro Chamorro
Antonio Chicharro Chamorro (Baeza, Jaén, 10 de octubre de 1951) es un profesor universitario español, teórico de la literatura, crítico literario y ensayista. Como investigador estudia aspectos de historia del pensamiento literario español, de la poesía y poética españolas contemporáneas y de teoría de la literatura, con una atención particular en los aspectos sociológicos del hecho literario. Es miembro de la Academia de Buenas Letras de Granada desde su constitución en 2002, de la que ha sido presidente entre 2012 y 2016 y en la actualidad presidente de honor. Ha dirigido la revista Sociocriticism en su segunda época, entre 2006 y 2018. El Ayuntamiento de Granada le hizo entrega de la Medalla de Oro al Mérito por la Ciudad de Granada en 2018.

## Biografía

### Trayectoria profesional
Doctor en Filología Románica por la Universidad de Granada, ha sido catedrático de Teoría de la Literatura y Literatura Comparada y, desde 2022, profesor emérito en dicha universidad. Ha sido director del Departamento de Lingüística General y Teoría de la Literatura en dos periodos, 2004-2008 y 2013-2017, y coordinador del programa de doctorado «Teoría de la Literatura y del Arte y Literatura Comparada», con Mención de Calidad del Ministerio de Educación y Ciencia.
Ha sido profesor visitante en las universidades de Copenhague, Dinamarca y "Paul Valèry"-Montpellier-III (Francia) e invitado por la Universidad de Guadalajara, México.
Pertenece a la Asociación Internacional de Hispanistas (AIH); al Institut International de Sociocritique (IIS), en el que ha colaborado con el profesor Edmond Cros en la organización de varios congresos, seminarios y publicaciones; a la Asociación Española de Profesores de Teoría de la Literatura (ASETEL) , a la Asociación Española de Semiótica (AES) y a la Asociación Andaluza de Semiótica (AAS), de la que fue presidente entre 2002 y 2005 y en la actualidad presidente de honor; además de a la Sociedad Española de Retórica.    
Forma o ha formado parte de los consejos de redacción de las revistas españolas Discurso —revista de Semiótica y Teoría de la Literatura—, Humanitas, Tropelías, Comunicación, GITTCUS, Extramuros, Jizo y Revista de Estudios Humanísticos de la Universidad de León, Actio Nova. Revista de Teoría de la Literatura y Literatura Comparada, Paraíso. Revista de Poesía y Nudos. Revista Transdisciplinar de Sociología, Teoría y Didáctica de la Literatura (España), Theory Now, así como de las francesas Imprévue y Co-Textes, la polaca Itinerarios y de la colección de literatura extranjera de L'Albatros, de Agra Editore, de Italia.
Desde 1983 y hasta 1986, Antonio Chicharro formó parte como director del Curso de Filología Española del equipo que desarrolló e impulsó las actividades de la Universidad de Verano de Baeza-Cursos Internacionales de la Universidad de Granada —en 1984 nombrada Universidad de Verano Antonio Machado de Baeza—, institución que habría de estar en el origen de la creación de la Universidad Internacional de Andalucía en 1994,  con la que ha colaborado desde entonces en la dirección de varios cursos, publicaciones y actividades. En 1990 promueve junto con su departamento universitario la concesión por parte de la Universidad de Granada del título de doctor honoris causa por Teoría de la Literatura a Gabriel Celaya y cuyos trámites, muy avanzados, se vieron interrumpidos por el fallecimiento del poeta en 1991, si bien se le hicieron entrega de los símbolos de tal título a su viuda, Amparo Gastón, en 1994, y en cuya sesión solemne Antonio Chicharro actuó de padrino. En 1991 promovió en la Universidad de Granada junto con Antonio Sánchez Trigueros el Simposio Francisco Ayala, teórico y crítico literario que supuso la reivindicación del estudio de esta faceta del escritor Francisco Ayala. También formó parte del equipo que elaboró los informes de los valores universales de Úbeda y Baeza presentados ante la Unesco para su inscripción en el catálogo del Patrimonio de la Humanidad.
Ha pertenecido a la Comisión nombrada por el Centro Cultural Koldo Mitxelena de San Sebastián, para la edición de las obras completas de Gabriel Celaya, autor cuya actividad teórica y crítico literaria estudió en su tesis doctoral. En este sentido, se han publicado tres volúmenes con su poesía, y otro más con los ensayos literarios. En 2012,a propuesta del Ayuntamiento de Baeza, programó y coordinó los actos de celebración de Antonio Machado y Baeza (1912-2012). Cien años de un encuentro.
En el año 2002 y a propuesta de la Comisión Gestora, fue uno de los siete miembros de la Academia de Buenas Letras de Granada nombrados por la Consejería de Educación de la Junta de Andalucía con el mandato de constituir dicha Academia.
Ha ejercido la crítica literaria en el suplemento Arte y Letras del diario Ideal de Granada en sus columnas «La aguja del navegante» y «En la plaza», compiladas en varios de sus libros; actualmente colabora en la sección de opinión del mismo diario «De buenas letras», entre otros medios. Como estudioso y crítico de la literatura española, los autores que han centrado su atención han sido Antonio Machado, Francisco Ayala, Dámaso Alonso, el citado Gabriel Celaya, Juan Benet, Antonio Carvajal, Arcadio Ortega Muñoz y José García Ladrón de Guevara, además de otros escritores.

## Monografías, libros colectivos y ensayos
- Antonio Chicharro (ed.) (1985). Antonio Machado y Baeza a través de la crítica. Baeza: Universidad de Verano de Baeza. ISBN 84-300-9052-5.[5][6]
- Literatura y saber. Sevilla: Alfar. 1985. ISBN 84-86256-36-4.[7]
- Gabriel Celaya frente a la literatura española. Sevilla: Alfar. 1987. ISBN 84-86256-37-2.
- Antonio Sánchez Trigueros y Antonio Chicharro (eds.) (1992). Francisco Ayala, teórico y crítico literario. Granada: Diputación Provincial de Granada. ISBN 84-7807-064-8.[8]
- Teoría, crítica e historia literarias españolas (Bibliografía sobre aspectos generales. 1939-1992). Sevilla: Alfar. 1993. ISBN 84-7898-066-0.
- Antonio Chicharro (ed.) (1996). Periodismo y crítica literaria. Esbozo de una situación. Sevilla: Alfar. ISBN 84-7898-112-8.
- De una poética fieramente humana. Granada: Diputación de Granada. 1997. ISBN 84-7807-201-2.
- Ideologías literaturológicas y significación (Estudio sobre teoría de la literatura y estética y pensamiento sociosemiótico) (Prólogo de Edmond Cros). Montpellier: Centre d´études et de recherches sociocritiques. 1998. ISBN 2-902-879-42-3.[9]
- Antonio Chicharro y Antonio Sánchez Trigueros (eds.) (1999). La verdad de las máscaras: teatro y vanguardia en Federico García Lorca. Montpellier: Imprévue. ISBN 2-902-879-43-1.[10]
- La aguja del navegante (Crítica y literatura del Sur). Jaén: Instituto de Estudios Giennenses de la Diputación Provincial de Jaén. 2002. ISBN 84-87115-99-3.
- Aviso para navegantes (Crítica literaria y cultural) («El Vigía» [Poema-prólogo] de Antonio Carvajal). Salobreña (Granada): Alhulia. 2004. ISBN 84-96083-33-0.
- Para una historia del pensamiento literario en España ("Prólogo: el oxímoron 'pensamiento literario", de Miguel Ángel Garrido Gallardo). Madrid: Consejo Superior de Investigaciones científicas. 2004. ISBN 84-00-08287-7.
- El corazón periférico (Sobre el estudio de Literatura y Sociedad). Granada: Universidad de Granada. 2005. ISBN 84-338-3633-1.[11]
- El pensamiento vivo de Francisco Ayala (Una introducción a su sociología del arte y crítica literaria). Granada: Dauro. 2006. ISBN 84-96677-03-6.
- En la plaza (De libros, poemas y novelas). Salobreña (Granada): Alhulia. 2007. ISBN 978-84-96641-57-0.[12]
- Entre lo dado y lo creado. Una aproximación a los estudios sociocríticos (Prólogo de Katarzyna Moszczyńska). Varsovia: Instituto de Estudios Ibéricos e Iberoamericanos de la Universidad de Varsovia. 2012. ISBN 978-83-60875-25-4.[13]
- Antonio Chicharro y Antonio Sánchez Trigueros (eds.) (2013). Júbilo del corazón. Homenaje al poeta y profesor Antonio Carvajal. Universidad de Granada. ISBN 978-84-338-5464-3.
- Antonio Chicharro, Karolina Kumor y Katarzyna Moszczynska-Dürst (eds. y coords.) (2013). Mitificación y desmitificación del canon y literaturas en España e Hispanoamérica. Universidad de Granada. ISBN 978-84-338-5583-1.
- Carvajal, Antonio (2010). Del condestable cielo (Estudio preliminar de Antonio Chicharro). Jaén: Instituto de Estudios Giennenses. ISBN 978-84-92876-01-3.
- Antonio Chicharro (ed.) (2013). Antonio Machado y Andalucía. Universidad Internacional de Andalucía. ISBN 978-84-7993-244-2.[14]
- Antonio Chicharro (ed.) (2015). Porque eres, a la par, uno y diverso. Estudios literarios y teatrales en homenaje al profesor Antonio Sánchez Trigueros. Universidad de Granada. ISBN 978-84-338-5749-1.[15][16]
- Fulgor de brasa. La poesía y poética de Antonio Carvajal. Salobreña (Granada): Alhulia. 2015. ISBN 978-84-944419-6-7.
- Arcadio Ortega (2017). Poesía. Obra completa (Estudio previo de Antonio Chicharro). Salobreña (Granada): Alhulia. ISBN 978-84-946525-8-5.
- Edmond Cros y los estudios sociocríticos. Salobreña (Granada): Alhulia. 2020. ISBN 978-84-122275-0-5.[17]
- El pensamiento vivo de Francisco Ayala. Granada: Dauro, segunda edición corregida y aumentada. 2020. ISBN 978-84-18183-80-5.
- Ascua encendida. Antonio Machado, Baeza y la poesía. Jaén: Instituto de Estudios Giennenses de la Diputación Provincial de Jaén. 2021.

### Monografías sobre Gabriel Celaya
- El pensamiento literario de Gabriel Celaya (Evolución y problemas fundamentales). Granada: Universidad de Granada. 1983. ISBN 84-338-0204-6.
- Producción poética y teoría literaria en Gabriel Celaya. Granada: Universidad de Granada. 1985. ISBN 84-398-3672-4.
- Gabriel Celaya frente a la literatura española. Sevilla: Alfar. 1987. ISBN 84-86256-37-2.
- La teoría y crítica literaria de Gabriel Celaya (Prólogo de Antonio Sánchez Trigueros). Granada: Universidad de Granada/Diputación de Granada. 1990. ISBN 84-338-1097-9.
- Estudios sobre Gabriel Celaya y su obra literaria. Granada: Universidad de Granada. 2007. ISBN 978-84-338-3989-3.[18]

## Ediciones de autores literarios
- Celaya, Gabriel (1990). Antología. Madrid: Alhambra Longman. ISBN 84-205-2047-0.
- Alonso, Dámaso (1991). Oscura noticia / Hombre y Dios. Madrid: Espasa Calpe. Colección Austral. ISBN 84-239-7247-X.
- Carvajal, Antonio (1999). Una perdida estrella. Antología. Madrid: Hiperión. ISBN 84-7517-563-5.[19][20][21]
- Machado, Antonio (1999). Campos de Castilla (Edición facsímil de la primera edición, de 1912). Baeza: Universidad Internacional de Andalucía. ISBN 84-922285-4-7.[22]
- Múgica, Rafael (Gabriel Celaya) (1999). Marea del silencio (Edición facsímil de la primera edición, de 1935). San Sebastián: Koldo Mitxelena Kulturunea. ISBN 84-7907-284-9.
- Celaya, Gabriel (2002). Poesías Completas I (Edición de José Ángel Ascunce, Antonio Chicharro, Juan Manuel Díaz de Guereñu y Jesús María Lasagabaster). Madrid: Visor Libros, col. Poesía Maior. ISBN 84-7522-954-9.[23]
- Celaya, Gabriel (2002). Poesías Completas II (Edición de José Ángel Ascunce, Antonio Chicharro y Jesús María Lasagabaster). Madrid: Visor Libros, col. Poesía Maior. ISBN 84-7522-955-7.
- Carvajal, Antonio (2003). El corazón y el lúgano. Antología plural (Edición e introducción de Antonio Chicharro). Granada: Universidad de Granada. ISBN 84-338-2971-8.
- Celaya, Gabriel (2004). Poesías Completas III (Edición de José Ángel Ascunce, Antonio Chicharro y Jesús María Lasagabaster). Madrid: Visor Libros, col. Poesía Maior. ISBN 84-7522-955-7.
- Ayala, Francisco (2006). Las vueltas del mundo (edición y comentarios críticos de Antonio Chicharro). Granada, Consejería para la Igualdad y Bienestar Social de la Junta de Andalucía. ISBN 84-609-9461-9.
- Celaya, Gabriel (2008). En un lugar cualquiera, un día que no nombro (Tres poemas inéditos sobre Federico García Lorca (Edición de Antonio Chicharro). Granada, Diputación Provincial de Granada.[24]
- Celaya, Gabriel (2009). Ensayos literarios (Edición y estudio previo de Antonio Chicharro). Madrid: Visor Libros, col. Visor de Poesía. ISBN 84-7522-995-6.
- Machado, Antonio (2012). Poemas de Baeza (Antología) (Selección e introducción de Antonio Chicharro. Baeza, Ayuntamiento de Baeza. ISBN 978-84-936900-5-2.
- G. Ladrón de Guevara, José (2019). Espacio interior (Poemas para Concha Girón) (Edición e introducción de Antonio Chicharro. Salobreña (Granada), Alhulia. ISBN 978-84-121177-4-5.
- G. Ladrón de Guevara, José (2019). Isla de la soledad (Poemas inéditos) (Selección, edición e introducción de Antonio Chicharro. Salobreña (Granada), Alhulia, col. Mirto Academia. ISBN 978-84-121241-9-4.
- Menéndez Pelayo, Marcelino (2021). Contestación al discurso de ingreso de Benito Pérez Galdós en la Real Academia Española (Edición y estudio previo de Antonio Chicharro con reproducción del manuscrito del autor. Esdrújula, col. Académica. ISBN 978-84-122931-4-2.